# مارتین هاینریک
مارتین ترور هاینریک (به انگلیسی: Martin Trevor Heinrich) (‎/ˈhaɪnˌrɪk/‎) (زادهٔ ۱۷ اکتبر ۱۹۷۱) سناتور ایالت نیومکزیکو در سنای ایالات متحده آمریکا است که برای نخستین‌بار در ۳ ژانویه ۲۰۱۳ به‌عضویت این مجلس درآمد. وی در زمرهٔ سناتورهای گروه اول است که تنها دو سال در سنا حضور دارند و در انتخابات بعدی نیز مجدداً می‌توانند شرکت کنند و تا تاریخ ۳ ژانویه ۲۰۱۹ در این مجلس خواهد بود.